# Åsa-Nisse i kronans kläder
Åsa-Nisse i kronans kläder är en svensk komedifilm från 1958 Ragnar Frisk.
Filmen hade premiär 26 september 1958.

## Handling[2]
Åsa-Nisse, Klabbarparn och de andra gubbarna i Knohult tas in till en tre veckor lång repövning. Under ett pokerspel en kväll med en tidigare dömd brottsling avslöjar Åsa-Nisse och Klabbarparn att Sjökvisten har ett kassaskåp med pengar hemma hos sig. Efter repövningen blir naturligtvis Sjökvistens handelsbod intressant för boven.

## Rollista[3]
- John Elfström - Åsa-Nisse
- Artur Rolén - Klabbarparn
- Brita Öberg - Eulalia
- Mona Geijer-Falkner - Kristin
- Gustaf Lövås - Sjökvist
- Wiktor Kulörten Andersson - Knohultarn
- Ann-Marie Adamsson - Ulla, polis
- Lennart Lindberg - Olle, Ullas fästman
- Gus Dahlström - 107:an, inbrottstjuv
- Stellan Agerlo - 107:ans kumpan
- Sven Holmberg - Översten
- Lennart Tollén - Löjtnanten
- Bertil Boo - Bertil Boo
- Karl-Gerhard Lundkvist - Little Gerhard
- Georg Årlin - Regementesläkaren
- Georg Skarstedt - gårdfarihandlare
- Aurora Åström - ordförande i kvinnoklubben
- Wiktor "Kulörten" Andersson - Knohultarn
- Carl-Axel Elfving - furir Busk
- Astrid Bodin - chefslottan
- Bo Lindström major vid 7:e kompaniet
- Ena Carlborg - unglottan
- Curt Löwgren - brevbäraren
- Stig Johanson - Pelle, flyttbusschauffören
- Sten Larsson - Pelles medhjälpare
- Gun-Britt Öhrström - busschaufför
- Olof Lindfors - Olle, busschaufför
- Ulf Söderlund - gitarrist i Little Gerhards kompgrupp
- Kjell Mattisson - basgitarrist i Little Gerhards kompgrupp
- Tommy Halldén - pianist i Little Gerhards kompgrupp
- Åke Gauffin - saxofonist i Little Gerhards kompgrupp
- Lars "Sulan" Skoglund - trumslagare i Little Gerhards kompgrupp

## Musik i filmen[4]
- Knashults paradmarsch, kompositör Sven Rüno, instrumental
- Factory Town, kompositör Dolf van der Linden, instrumental
- Bees-a'Buzzin, kompositör Ed Siebert, instrumental
- Humoresque for Strings, kompositör Dolf van der Linden, instrumental
- Nu åker vi ut, kompositör Sven Rüno, text Lennart Ekström, sång John Elfström
- Can-can. Ur Orphée aux enfers (Can-can. Ur Orfeus i underjorden), kompositör Jacques Offenbach, instrumental
- När blåklinten vajar, kompositör Sven Rüno, text Per Lennart, sång Bertil Boo
- Rockin' Ghosts, kompositör Little Gerhard, text Roland Ferneborg, sång Little Gerhard, framförs på gitarr av Ingemar Jansson, bas Kjell Mattisson, piano Tommy Halldén saxofon Åke Gauffin och trummor Lars "Sulan" Skoglund
- Saucer X 20, kompositör George Arnos, instrumental
- Jungle Trail, kompositör Peter Dennis, instrumental
- Galopade, kompositör King Palmer, instrumental
- Shadow on the Blind, kompositör Cecil Milner, instrumental
- Creaking Door, kompositör Ronald Hanmer, instrumental
- Follow Me Around, kompositör Phil Green, instrumental
- Vårserenad, kompositör Per Lundkvist
- Bobbins and Spindles, kompositör Ronald Hanmer, instrumental